# Diboli
Diboli ist ein Ort im Westen Malis.

## Beschreibung
Der Ort ist Grenzort zum benachbarten Senegal. Westlich der Stadt liegt der Fluss Falémé, der die Grenze zwischen den Staaten markiert. Der Ort liegt an der RN1 und der Dakar-Niger-Bahn. Diese werden mit der Straßenbrücke von Kidira beziehungsweise der Eisenbahnbrücke von Kidira über den Fluss geführt. Die malischen Grenzkontrolleinrichtungen befinden sich im Ort.